# Wrap

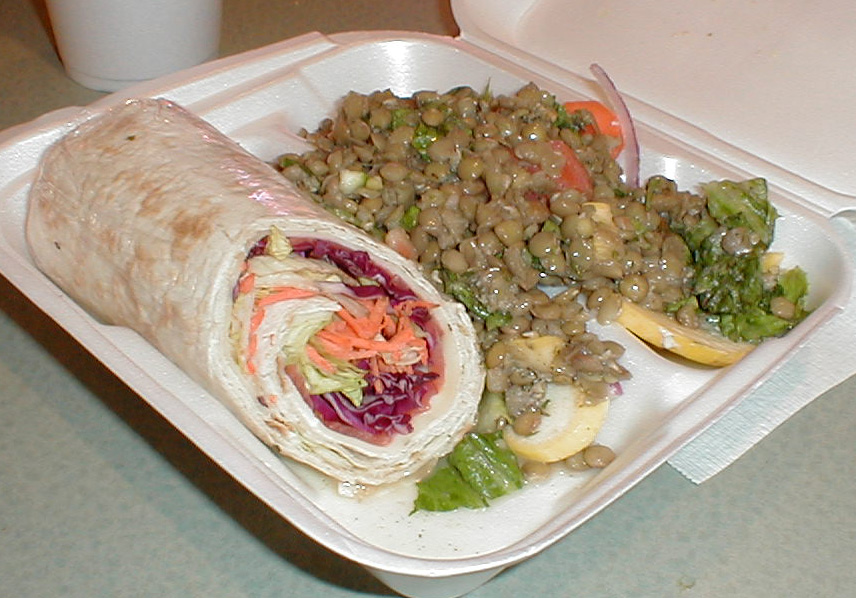
Wegetariański wrap

Wrap (z ang. „zawinąć”) – rodzaj kanapki wykonanej z okrągłego płaskiego chlebka (np. meksykańska tortilla, arabska pita lub ormiański lawasz) z zawiniętym w środku nadzieniem.
Wrap różni się od tradycyjnej kanapki tym, że całkowicie spowija nadzienie. Natomiast kanapka składa się z wyraźnie widocznych dwóch warstw – górnej i dolnej. We wrapie nadzienie z reguły składa się z pokrojonego w plastry mięsa, drobiu lub ryby na zimno wraz z rozdrobnioną sałatą, pomidorami pokrojonymi w kostkę, smażonymi pieczarkami, boczkiem, cebulą, serem i sosem.
Wrap stał się popularny w latach 90. i prawdopodobnie pochodzi z Kalifornii jako uogólnienie teksańsko-meksykańskiego burrito.